# Theridion osprum
Theridion osprum là một loài nhện trong họ Theridiidae.
Loài này thuộc chi Theridion. Theridion osprum được Herbert Walter Levi miêu tả năm 1963.